# Max-Born-Gymnasium Backnang
Das Max-Born-Gymnasium Backnang ist ein allgemeinbildendes Gymnasium in Backnang im Rems-Murr-Kreis. Momentan wird es von ca. 700 Schülerinnen und Schülern besucht. Das Gymnasium deckt die Klassen 5 bis 12 ab. Es ist nach dem Physiker Max Born benannt.

## Lage
Mit seiner Lage nahe dem Backnanger Bahnhof deckt das Max-Born-Gymnasium ein relativ großes Einzugsgebiet ab. Neben der großen Anzahl an Backnanger Schülern, besuchen auch viele Kinder aus den umliegenden Gemeinden das Gymnasium.
Es ist außerdem Teil des Schulzentrums Maubacher Höhe und teilt sich die Mensa mit der angrenzenden Max-Eyth-Realschule.

## Die Schule heute
Neben der Vermittlung der gymnasialen Allgemeinbildung (ab Schuljahr 2025/2026 in neun Schuljahren) wird besonders auf die Persönlichkeitsentwicklung und die Vermittlung der sozialen Kompetenzen Wert gelegt.
Seit einigen Jahren wird in Klassenstufe 5 eine Gesangsklasse angeboten.
Zum erweiterten Angebot der Schule gehört ein umfangreicher Bereich des offenen Ganztagesbetriebs mit breitem Unterstützungs-, Betreuungs- und AG-Angebot mit zahlreichen, unterschiedlichsten Arbeitsgemeinschaften aus den Bereichen Kunst, Musik, Soziales, Sport, MINT und weitere.
Das Schulleben wird bereichert durch viele außerunterrichtliche Aktivitäten wie Wettbewerbe, Sprachreisen, Projektwochen, Exkursionen, Studienfahrten, Schullandheime und Schüleraustausche (derzeit Frankreich, England, Estland). Der Austausch mit den USA wird nach der coronabedingten Pause wiederbelebt.

### Profilwahl

#### Sprachenfolge
Verpflichtend wird ab der 5. Klasse Englisch als erste Fremdsprache unterrichtet. In der 6. Klasse kann dann als zweite Fremdsprache zwischen Französisch und Latein entschieden werden.
In Klasse 8 gibt es außerdem die Möglichkeit, Italienisch als 3. Fremdsprache dazuzuwählen oder sich alternativ für das naturwissenschaftliche Profil mit dem Fach „Naturwissenschaft und Technik“ (kurz „NwT“) zu entscheiden.

#### Bilingualer Zug
Unabhängig davon bietet das Max-Born-Gymnasium einen bilingualen Zug an. Nach einem Vorkurs in Klasse 6 erfolgt der Unterricht für Schüler, die sich für diesen Zug entscheiden, ab Klasse 7 in jährlich wechselnden Fächern auf Englisch.
Wer sich in der Kursstufe neben Englisch für eines der bilingualen Fächer als Abiturfach entscheidet, erhält nach bestandener Abiturprüfung ein C1-Zertifikat in Englisch, was so direkt ein Studium in englischsprachigen Ländern ermöglicht.

### Besondere Prädikate
Das Max-Born-Gymnasium trägt offiziell den Titel „Partnerschule für Europa“. Damit werden die vielen Bemühungen und Aktivitäten im internationalen Kontext zur Förderung der Europafähigkeit der Schülerschaft gewürdigt. Zu diesen Aktivitäten gehören beispielsweise Schüleraustausche, Auslandsaufenthalte, Sprachreisen, Debating-AG, englisches Theaterprojekt, Radio-AG mit bilingualem Projekt.
Das Gymnasium erhielt 2011 erstmals das Prädikat „MINT-freundliche Schule“ für seine Schwerpunktsetzung in den Fächern Mathematik, Informatik, Naturwissenschaften und Technik. Das zeigt sich in erfolgreichen Teilnahmen bei Wettbewerben, zum Beispiel beim Mathe-Cup, Känguru der Mathematik, Landeswettbewerb Mathematik, Pangea-Mathematikwettbewerb, Informatik-Wettbewerb Biber oder PlaNeT SimTech.
Seit dem Schuljahr 2018/19 ist das MBG durch das Kultusministerium Baden-Württemberg offiziell als stark.stärker.WIR-Präventionsschule zertifiziert. Die Schule hat diese Auszeichnung für die systematische Förderung der sozialen und personalen Kompetenzen ihrer Schülerinnen und Schüler erhalten. Einen besonderen Schwerpunkt bilden die Gewalt- und Suchtprävention sowie die Gesundheitsförderung.
Seit März 2019 ist die Schule Mitglied der „Initiative WSB-Schule“, also weiterführende Schule mit Bewegungsschwerpunkt, und bietet eine große Vielfalt an sportlichen Angeboten, darunter einen gut ausgestatteten Fitness- und Gesundheitsraum, Sporterlebniswochen, zahlreiche Sport-Arbeitsgemeinschaften (beispielsweise Boxen, Tennis, Tischtennis, Handball, Fußball). Viele erfolgreiche Teilnahmen an „Jugend trainiert für Olympia“ im Bereich Tischtennis, Schwimmen, Judo, Handball und Geräteturnen sind Ergebnisse dieses sportlichen Schwerpunktes.

## Geschichte
Im Jahr 2021 erinnerte das Max-Born-Gymnasium an seine 50-jährige Namensgebung. Die geschichtliche Tradition dieser Schule reicht aber viel weiter zurück, wie die Jubiläumsschrift der Schule „450 Jahre Lateinschule Backnang“ aus dem Jahr 1989 zeigt.

### Neuzeit bis 19. Jahrhundert
Als Gründungsjahr der ersten Lateinschule in Backnang wird das Jahr 1539 angegeben. Dieses Datum geht zurück auf die Aufzeichnungen von Adolf Mergenthaler, des ersten Rektors der Backnanger Realschule mit Lateinabteilung, einer der Vorgängerschulen des heutigen Gymnasiums. Das Gründungsdatum ist allerdings durch Quellen nicht exakt belegt. Etwa 1556 ist dagegen ein erster Schulhausneubau nachgewiesen.
Nach Einführung der Reformation in Württemberg durch Herzog Ulrich und seinen Nachfolger Herzog Christoph kamen neben den etablierten Klosterschulen, die auf die Universität vorbereiten sollten, auch sogenannte Landlateinschulen in Städten auf. Durch ihren Besuch mit abschließendem Landexamen sollten die Absolventen auf eine Klosterschule und später auf eine Universität wechseln können. Die Backnanger Lateinschule glich ein wenig dem Stuttgarter Pädagogikum, eine Frühform des Gymnasiums, hatte aber nur drei Klassenstufen. Daneben gab es Elementarunterricht in deutscher Sprache.
Erst Ende des 18. Jh. griffen Reformen und Verbesserungen auch an der Backnanger Lateinschule, befördert durch die Ideen der Aufklärung. Besser ausgebildete Pädagogen steigerten die Qualität des Unterrichts. Zudem gewannen die Realienfächer wie Mathematik, Geschichte, Erdkunde, Naturwissenschaften an Einfluss. Relativ spät entstand dann 1841 in Backnang eine zunächst zweijährige Realschule, eng verzahnt mit der Lateinschule, die beide später wieder getrennte Wege gingen. Erst nach der deutschen Reichsgründung setzte sich auch in Württemberg das preußische Vorbild durch mit dem humanistischen Gymnasium und dem Abitur als Zugangsvoraussetzung für ein Studium.
Die Backnanger Lateinschule und die Realschule verschmolz man schließlich zu einer Lateinrealschule, die bis zur Klasse 8 nach heutiger Zählung führte. Richtungsweisend dafür war das Dillmann-Gymnasium Stuttgart, das im selben Jahr entstand.

### 20. und 21. Jahrhundert
Bald nach der Jahrhundertwende kam es zu einer Umstrukturierung der beiden höheren Schulen in Backnang. 1904 entstand eine 6-klassige Realschule mit dem mittleren Bildungsabschluss der Einjährig-Freiwilligen-Prüfung und angegliederter 5-klassiger Lateinabteilung. Das Landexamen konnte dort nach wie vor abgelegt werden. Untergebracht war die Schule im sogenannten Bandhaus (heute Bandhaus-Theater), das für diesen Zweck aufgestockt worden war. Die wachsenden Schülerzahlen bedingten die Auslagerung der Unterklassen in die Volksschule und in das sogenannte Turmschulhaus. Auch Mädchen, die einen höheren Abschluss wollten, drängten an die Realschule.
Um das Abitur abzulegen, mussten die Backnanger Schüler an ein auswärtiges Gymnasium gehen. Der Aufbau einer gymnasialen Oberstufe in Backnang selbst gestaltete sich mühsam. Für wenige Jahre gab es städtisch eingerichtete und finanzierte Oberstufenklassen mit einem außerordentlichen Abitur. In der NS-Zeit wurde diese Sonderregelung vom damaligen Kultministerium wieder abgeschafft. 1934 war zudem im Gebäude des 1909 eingeweihten Lehrerseminars (heute Mörike-Schule) eine Nationalpolitische Erziehungsanstalt (Napola-Schule) installiert worden. Es gelangten aber dort nur wenige Schüler aus dem Backnanger Raum zum Abitur. Mädchen waren an dieser Schulart ohnehin nicht zugelassen. Erst 1937 wurde vom Kultministerium der Aufbau einer Oberstufe genehmigt. Im Frühjahr 1939 gab es das erste „ordentliche“ Abitur in Backnang. Seit 1937 wurde die Schule „Oberschule für Jungen“ genannt, obwohl Mädchen ein Drittel der Schülerschaft stellten. Mit dem Ausbau zur Vollanstalt wurde ein Schulneubau geplant. Vorgesehen war die Maubacher Höhe. Der Neubau sollte aber wegen der angespannten Rohstofflage im Vorfeld des Zweiten Weltkrieges erst 20 Jahre später zustande kommen.
Gegen Ende des Zweiten Weltkrieges war der Unterricht nur noch notdürftig möglich (Notabitur) und kam schließlich Ende Februar 1945 ganz zum Erliegen. Die Wiedereröffnung der Backnanger Schulen vollzog sich in Etappen. Am 1. Dezember 1945 wurde der Schulbetrieb an der Oberschule wieder aufgenommen. Das erste Abitur fand im Sommer 1946 statt. Die ersten Jahre waren geprägt von Raumnot und unzulänglicher Ausstattung. 1948 wurde das 13. Schuljahr und das reguläre Abitur eingeführt. Ab 1952/53 hieß die Schule zunächst „Oberschule Backnang“ und wurde 1954 schließlich in „Gymnasium Backnang“ umbenannt. In diesem Jahr beschloss der Gemeinderat den Neubau eines Schulhauses.
Normale Verhältnisse kehrten erst 1958 mit dem Einzug in ein neues Schulgebäude ein. Auf der Maubacher Höhe errichteten die Ludwigsburger Architekten August Haag und Felix Gfroerer einen dreigeschossigen, auf Pfeilerpaaren stehenden Atriumbau mit großen Fensterflächen im Stil der Klassischen Moderne.
Das Gymnasium Backnang wuchs rasch auf 1300 Schülerinnen und Schüler an und war seinerzeit das größte Gymnasium im Oberschulamtsbezirk Nordwürttemberg. Eine Teilung war unausweichlich. Deshalb wurde 1970 ein zweites Gymnasium gegründet. 1974 fand der Einzug in das neue Gebäude des Gymnasiums in der Taus statt.
Das bisherige Gymnasium Backnang wurde erneut umbenannt. Seit Dezember 1970 trägt die Schule den Namen des Physikers und Nobelpreisträgers Max Born. Er wurde als Namensgeber gewählt wegen seiner hohen Kompetenz als Naturwissenschaftler, seiner Zivilcourage gegenüber dem NS-Regime und seines Einsatzes für Frieden und moralische Verantwortung. In diesem Rahmen ergaben sich langjährige Kontakte mit Gustav Born, dem Sohn von Max Born.
Die Schülerzahlen wuchsen erneut stark an, so dass Anfang der achtziger Jahre ein Erweiterungsbau (Pavillon) errichtet werden musste. Zudem wurden die Fachräume erweitert und erneuert.
In den folgenden Jahren konnten einige Jubiläen gefeiert werden:
- 1989 „450 Jahre Lateinschule Backnang“

- 2008 50-jähriges Bestehen des Schulgebäudes[16]

- 2011 40-jähriges Namensjubiläum.[17]

Anlässlich des 40-jährigen Jubiläums erfolgte eine energetische Sanierung des Gebäudes. Wegen der Pandemie entfiel die Feier zum 50-jährigen Namensjubiläum 2021.
Derzeit in Planung ist ein Neubau des in die Jahre gekommenen Pavillons.

## Schulleitung
| Amtszeit             | Schulleitung              |
| -------------------- | ------------------------- |
| 1905–1918            | Gustav Adolf Mergenthaler |
| 1918–1938, 1945–1947 | Ludwig Wendelstein        |
| 1938–1942            | Hermann Walter            |
| 1947–1967            | Richard Sanzenbacher      |
| 1967–1976            | Rudolf Jaeschke           |
| 1976–1987            | Eberhard Kuntz            |
| 1987–2003            | Ingolf Eichberg           |
| 2003–2016            | Günter Ost                |
| Seit 2016            | Sonja Conrad              |

## Bekannte Absolventen
- Angela Schoellig,  (Abitur 2002), Alexander-von-Humboldt-Professorin für Robotik und Künstliche Intelligenz an der Technischen Universität München
- Michaela Baschin (* 1984), Judoka[27]
- Steffen Bilger (* 1979; Abitur 1998)[28], Politiker
- Ralf Drautz, Physiker[27][29]
- Karin Finsterbusch (* 1963; Abitur 1982)[30], Theologin
- Bastian Fleig (* 1982; Abitur 2001), Politischer Beamter[31]
- Gerhard Fritz (* 1953), Historiker[32]
- Hartmut Holzwarth (* 1969; Abitur 1988)[27][33], Politiker
- Ines Lex  (* 1981), Opernsängerin[27]
- Fulya Özler (Abitur 2007), türkische Tischtennisnationalspielerin[27][34]
- Ralf Rangnick  (* 1958), Fußballtrainer und -funktionär sowie ehemaliger Fußballspieler[27]
- Christoph Ritter (* 1970; Abitur 1990), Pharmazeut[27][35]
- Ian Schölzel (* 1976), Politiker
- Stephan ten Brink (* 1970; Abitur 1990), Elektrotechniker[27][36]